# Appeville
Appeville – miejscowość i gmina we Francji, w regionie Normandia, w departamencie Manche.
Według danych na rok 1990 gminę zamieszkiwały 202 osoby, a gęstość zaludnienia wynosiła 15 osób/km² (wśród 1815 gmin Dolnej Normandii Appeville plasuje się na 684. miejscu pod względem liczby ludności, natomiast pod względem powierzchni na miejscu 298.).